# Cryptolepis yemenensis
Cryptolepis yemenensis är en oleanderväxtart som beskrevs av H. J. T. Venter och R. L. Verhoeven. Cryptolepis yemenensis ingår i släktet Cryptolepis och familjen oleanderväxter. Inga underarter finns listade i Catalogue of Life.